# De magnalibus urbis Mediolani
Il De magnalibus urbis Mediolani è un trattato redatto in latino sotto forma di cronaca nel 1288 da Bonvesin de la Riva, illustre poeta e scrittore milanese del XIII secolo.

Dal titolo (Della grandezza della città di Milano) si evince il contenuto panegirico dell'opera che, composta durante il periodo che vede al potere Matteo I Visconti, pronipote di Ottone, vuole glorificare rendendole pubbliche la forza, la modernità e la ricchezza della città di Milano. I fatti narrati e commentati dallo scrittore nell'opera non riguardano avvenimenti a lui coevi. La narrazione degli eventi parte dalla fondazione della città nell'anno 502 prima della nascita di Cristo, duecento anni dopo la fondazione di Roma, come lo stesso Bonvesin scrive, e si concludono sostanzialmente con la sconfitta di Federico II.

## Storia
Il testo integrale del De magnalibus urbis Mediolani fu per lungo tempo ritenuto scomparso. 
Citazioni del testo appaiono, nel Trecento, negli scritti di Galvano Fiamma, Enrico di Herford e Pietro Filargo.
Il Fiamma, nel suo Chronicon extravagans de antiquitatibus Mediolani, cita il De magnalibus riassumendo e parafrasando alcuni brani ed afferma di averne consultato una copia nel convento domenicano della Basilica di Sant'Eustorgio in Milano.
Il cronista domenicano tedesco Enrico di Herford, nel suo Liber de rebus memorabilioribus, cita alcuni passi tratti integralmente da una copia del De magnalibus che gli fu donata a Milano nel 1340.
Pietro Filargo, che nel 1395 era vescovo di Novara (e che divenne poi l'antipapa Alessandro V), nel discorso di investitura a granduca di Gian Galeazzo Visconti cita il De magnalibus.
Nel 1426 l'inventario della biblioteca dei Visconti cita una copia del De magnalibus.

## Il manoscritto
Nel 1894 Francesco Novati, filologo cremonese, rinvenne quasi per caso il manoscritto del De magnalibus nella Biblioteca Nacional de España e lo pubblicò in edizione critica nel 1898.
Il Novati lo descrive così: «Il manoscritto è composto di 67 carte non numerate di formato 210 x 290, scritto in parte a due colonne in parte a pagina intera da due mani lombarde della fine del secolo XIII o degli inizi del XIV. … La legatura che spetta al sec. XVII è in cartone ricoperto di cartapecora con legacci. Sul dorso a grandi caratteri gotici si legge questo titolo Flor. Hist. Auct. Bonvicino de Ripa Mss … Il titolo vago ed inesatto di Flores Historiarum … è stato poi ripetuto col contorno di qualche altro errore nel catalogo generale dei codici della Nazionale».
Il codice che porta oggi il numero di catalogo 8828 dei manoscritti della Biblioteca Nacional de España è molto rovinato nel margine superiore destro dall'umidità e dai tarli ed è stato pertanto ritirato dalla consultazione.
L'interpretazione di alcune frasi del testo latino è stata oggetto di numerose discussioni tra letterati a causa, non solo delle parti mancanti per il deterioramento, ma anche per i numerosi errori commessi nella copia trascritta dopo il 1381 da un certo Gervasio Corio. Di lui il Novati non ha certo stima ed afferma: «il libro ha per opera dello zotico menante, cui dobbiamo il codice madrileno, ricevuto il colpo di grazia. Che si possa esser trovato in Lombardia sul declinare del Trecento un amanuense più bestiale di Gervasio Corio io non credo possibile.»

## Il libro
Il De magnalibus si compone di otto capitoli tutti di esaltazione della città di Milano, rappresentativi dell'orgoglio dell'Italia medievale dei Comuni. Il titolo di ognuno di essi contiene infatti la frase de commendatione Mediolani ed esalta Milano per una sua specificità: la sua posizione, le sue abitazioni, i suoi abitanti, la sua fertilità, la sua forza, la sua costante fedeltà, la sua libertà, la sua dignità. Ci troviamo dunque indubbiamente, come da più studiosi sottolineato, nel campo encomiastico delle laudes civitatum.
I primi quattro capitoli costituiscono la parte statistica, descrittiva e più significativa della situazione della città sul finire del Duecento, mentre i successivi sono essenzialmente storici e compilativi.
L'esaltazione retorica che traspare dalle sue pagine, unita alla notevole quantità di dati e statistiche raccolte, aveva provocato tra gli studiosi delle critiche prese di posizione: troppi erano i numeri ed i conteggi riportati per la capacità di consultazione del tempo, e dunque frutto di probabile fantasia più che di ricerca effettiva. Questa posizione, come quella che considerava l'opera una modesta e monotona elencazione di dati e cifre, sono state ampiamente superate sia dal punto di vista filologico, sia dal punto di vista dell'attendibilità storica dei dati stessi.
È dunque corretto vedere l'opera come suddivisa in due parti: una volta a descrivere le peculiarità materiali della città , l'altra le virtù morali, ma non nel senso di ciò che dovrebbe idealmente essere, ma di ciò che è documentato da dati storici, ferma restando comunque l'osservazione che nel De Magnalibus le virtù morali appartengono al passato e quelle materiali al presente.
Bonvesin era proprietario di numerosi libri di storia e riporta con buona precisione i fatti per lui più recenti, tra essi quelli relativi alle spedizioni contro Milano sia di Federico Barbarossa che di Federico II che gli furono probabilmente riferite da testimoni, e si può ragionevolmente affermare che lo scontro con Federico II ed il ruolo che vi aveva avuto Milano, si configuravano come i più idonei ad essere narrati in un'opera che si presentava come una celebrazione della città lombarda. Tuttavia la parte storica ha minore importanza rispetto a quella descrittiva della città e del suo territorio, infatti Bonvesin, apparteneva al Terz'Ordine degli Umiliati, e dal 1303 ricopriva il ruolo di decano dell'Ospedale Nuovo, posizione che gli consentiva di avere accesso a notizie precise in quanto proprio gli Umiliati erano incaricati della tesoreria comunale e dell'esazione dei dazi, ed avevano competenze gestionali - amministrative - finanziarie frutto di una pluriennale esperienza in contesti molto eterogenei.
Ciò che maggiormente colpisce l'attenzione è il fatto che nonostante lo scritto abbia un chiaro intento encomiastico nei confronti di Milano, Bonvesin porti avanti una analisi parallela del mondo rurale che circonda le mura urbane, per cui la grandezza della città è determinata da un connubio inscindibile tra ciò che c'è dentro le mura e ciò che c'è all'esterno delle stesse.
Il primo capitolo che esalta Milano per la sua posizione ci informa che c'erano 6000 sorgenti di acqua pura per alimentare le 12500 case "con la porta sulla strada" menzionate nel capitolo 2, assieme alle 200 chiese con 480 altari ed i 120 campanili. Nella "magnifica rotondità di questa città, con 6 porte e 10 posterle di accesso attraverso le mura, i cittadini, "compresi i forestieri di ogni genere", erano in "numero di oltre duecentomila" (capitolo 3), numero che si può ricavare "con certezza dal fatto che si consumano ogni giorno 1200 moggi di grano".
Secondo Bonvesin quindi la sola città di Milano, all'epoca della composizione dell'opera, contava duecentomila abitanti. Non disponendo di fonti fiscali quali estimi e catasti, non è difficile assumere un atteggiamento scettico nei confronti di tale cifra, ed infatti molti studiosi l'avevano considerata inverosimile o quantomeno eccessiva. In questo contesto Milano presenta un ulteriore problema: a differenza di molte città della penisola, non si sono conservati estimi e catasti, e solo nel corso del XIV secolo si sarebbe provveduto ad una risistemazione degli archivi pubblici . Lo scrittore basa i suoi conteggi proprio su consumo quotidiano di 1200 moggi di grano. Questa consumazione può tranquillamente essere compatibile con una popolazione dell'ordine suddetto. Riducendo dal numero coloro che risiedevano in città solo saltuariamente, ed accettando un rapporto di 1 a 3,5 come rapporto combattenti - popolazione civile, si dovrebbe ricalcolare la popolazione milanese riportandola a centosettantacinquemila unità. Il De Magnalibus getta dunque una luce in quello che si potrebbe definire il deserto documentario milanese di fine Duecento, e la conclusione che se ne può trarre è che anche riducendo a centocinquantamila - centosettantacinquemila il numero degli abitanti, Milano è sicuramente sul finire del XIII secolo una delle città più grandi dell'Occidente cristiano, doppia rispetto a Firenze, rivale di Parigi. 
La vivacità economica era poi suffragata dalle numerosi professioni e mestieri in cui erano impiegati i milanesi. Al vertice della scala sociale era posto il collegio dei giureconsulti, cui seguivano 1500 notai, 120 esperti tanto in diritto canonico che civile, 600 consoli del comune che avevano l'incarico di far eseguire disposizioni e sentenze, 6 trombettieri principali. I medici (detti dal volgo "fisici") erano 28; i chirurghi di varie specialità 120, tra questi c'erano "anche dei bravissimi medici". Ma è nella domanda di insegnamento che meglio si scorge l'evoluzione dell'istruzione nel XIII secolo: 8 erano i professori di grammatica (di cui anche Bonvesin fa parte), ma più di 70 i maestri elementari; i copisti superavano il numero di 40 mentre 14 erano i "dottori" pratici di canto ambrosiano. La presenza di 40 copisti prova non solo che alla fine del XIII secolo ci sia un ambiente intellettuale sufficientemente ben sviluppato per farli vivere, ma fa senz'altro pensare anche ad un avviato processo di laicizzazione della cultura. Bonvesin rimane poi vago nella descrizione delle attività più specificatamente economiche della città, certo egli parla di artigiani di tutti i generi, dei tessitori di lana, di cotone e di seta, dei calzolai, dei pellettieri, dei sarti e dei fabbri di ogni tipo, ma non da ulteriori indicazioni su quelle che sono le modalità di esecuzione di tali attività, che facevano di Milano uno dei più grandi centri industriali dell'Occidente.
C'erano 300 forni da pane iscritti al registro comunale ed altri "esenti" che servivano frati o religiosi che secondo Bonvesin raggiungevano il centinaio. Oltre 2000 erano i bottegai che vendevano al minuto ogni mercanzia. C'erano più di 440 macellai che "vendono in abbondanza carne molto buona di bestie di tutte le razze". I pescatori che tutti i giorni portavano dai laghi "ogni sorta di pesci" erano più di 18. Circa 150 erano gli albergatori.
I maniscalchi erano circa 80. Bonvesin "tace del numero di fabbricanti di speroni, morsi, staffe e selle" per i "molti cavalli e cavalieri che circolano in città" e conclude dicendo che se dovesse menzionare i tanti artigiani di tutti i mestieri che stanno in città "chi lo legge resterebbe stupito".
Del De magnalibus è interessante l'edizione a cura di Cesare Comoletti del 1994, con una bella traduzione in milanese nella quale sono riportate molte delle note originali del Verga.